# Gabriel Villaruz Reyes
Gabriel Villaruz Reyes (ur. 3 sierpnia 1941 w Kalibo) – filipiński duchowny rzymskokatolicki, w latach 2003–2016 biskup Antipolo.

## Życiorys
Święcenia kapłańskie przyjął 21 grudnia 1966. Inkardynowany do archidiecezji manilskiej, został sekretarzem biskupim, zaś w latach 1968-1974 był wikariuszem i kapelanem w różnych rejonach archidiecezji. W 1974 ponownie został sekretarzem biskupim, zaś pięć lat później objął urząd proboszcza w Mandaluyong.
20 stycznia 1981 został mianowany biskupem pomocniczym Manili ze stolicą tytularną Selsea. Sakrę biskupią otrzymał 3 kwietnia 1981. Po święceniach został proboszczem w Pasay oraz wikariuszem biskupim dla tegoż miasta.
21 listopada 1992 został mianowany biskupem Kalibo (ingres odbył się 12 stycznia 1993), a 7 grudnia 2002 biskupem Antipolo (objął urząd 29 stycznia 2003). 9 września 2016 przeszedł na emeryturę.